# Endrick
Endrick Moreira de Sousa, właśc. Endrick Felipe Moreira de Sousa (ur. 21 lipca 2006 w Taguatinga) – brazylijski piłkarz, występujący na pozycji napastnika w hiszpańskim klubie Real Madryt oraz w reprezentacji Brazylii.

## Dzieciństwo
Urodzony w Taguatinga, Endrick zaczął grać w piłkę nożną w wieku 10 lat. Jego ojciec, Douglas Sousa, publikował bramki syna na YouTube i szukał zainteresowanych wśród dużych klubów brazylijskich. Endrick obiecał zostać zawodowym piłkarzem, aby pomóc swojej rodzinie, po tym jak jego ojciec nie był w stanie go wyżywić. Jego ojciec był bezrobotny, zanim otrzymał pracę jako sprzątacz w Palmeiras.

## Kariera klubowa

### Palmeiras
Po tym, jak prawie podpisał kontrakt z São Paulo, dołączył do młodzieżowej drużyny Palmeiras w wieku 11 lat. W ciągu pięciu lat strzelił 165 bramek w 169 meczach dla młodzieżowych drużyn Palmeiras. Brał udział w Copa São Paulo de Futebol Júnior 2022, gdzie strzelił siedem goli w siedmiu meczach i został wybrany graczem turnieju przez kibiców po tym, jak poprowadził Palmeiras do pierwszego tytułu. Po turnieju zwrócił na siebie uwagę międzynarodowych mediów i największych europejskich klubów. Endrick zadebiutował jako zawodowiec 6 października 2022 r. w roli rezerwowego w drugiej połowie wygranego 4:0 meczu Palmeiras Série A z Coritibą. W wieku 16 lat, dwóch miesięcy i 16 dni został najmłodszym zawodnikiem, jaki kiedykolwiek pojawił się w Palmeiras. Pierwsze dwa gole strzelił 25 października w wygranym 3:1 meczu z Athletico Paranaense, stając się drugim najmłodszym strzelcem gola w historii pierwszej ligi Brazylii, za Toninho de Matosem.

### Real Madryt
W dniu 15 grudnia 2022 r. Real Madryt ogłosił, że osiągnął porozumienie z Palmeiras, Endrickiem i jego rodziną w sprawie podpisania kontraktu z zawodnikiem, gdy ten ostatni osiągnie pełnoletność w lipcu 2024 r.

## Statystyki kariery

### Klubowe
Aktualne na 31 maja 2024.
| Klub               | Sezon              | Liga               | Liga  | Liga   | Liga stanowa | Liga stanowa | Puchar kraju | Puchar kraju | Kontynentalne | Kontynentalne | Inne  | Inne   | Suma  | Suma   |
| Klub               | Sezon              | Liga               | Mecze | Bramki | Mecze        | Bramki       | Mecze        | Bramki       | Mecze         | Bramki        | Mecze | Bramki | Mecze | Bramki |
| ------------------ | ------------------ | ------------------ | ----- | ------ | ------------ | ------------ | ------------ | ------------ | ------------- | ------------- | ----- | ------ | ----- | ------ |
| Palmeiras          | 2022               | Série A            | 7     | 3      | –            | –            | –            | –            | –             | –             | –     | –      | 7     | 3      |
| Palmeiras          | 2023               | Série A            | 31    | 11     | 13           | 2            | 3            | 0            | 5             | 1             | 1     | 0      | 53    | 14     |
| Palmeiras          | 2024               | Série A            | 6     | 0      | 9            | 2            | 2            | 0            | 5             | 2             | 0     | 0      | 22    | 4      |
| Łącznie w karierze | Łącznie w karierze | Łącznie w karierze | 44    | 14     | 22           | 4            | 5            | 0            | 10            | 3             | 1     | 0      | 82    | 21     |

## Sukcesy
Palmeiras
- Mistrzostwo Brazylii: 2022
- Superpuchar Brazylii: 2023
- Campeonato Paulista: 2023, 2024